# Atrai
Atrai (Atreeye) també anomenat Gumani, és un riu del nord de Bangladesh. El seu nom ja apareix al Mahabharata. Neix a Bengala Occidental amb el nom de Karatoya i corre a l'oest del riu Jamuna cap al districte de Dinajpur a Bangladesh on agafa el nom d'Atrai; desaigua al Ganges. Té una longitud de 390 km i la màxima profunditar és de 30 metres. Passa per Gangarampur, Balurghat i altres ciutats.